# 廉州戰鬥
廉州戰鬥發生於1923年9月29日，地點則是在中國粵西廉州。是北洋政府時期內戰之一，交戰兩方為的陳炯明舊部及粵軍，最後，陳炯明舊部獲勝，並佔領廉州。